# Jens Fink-Jensen

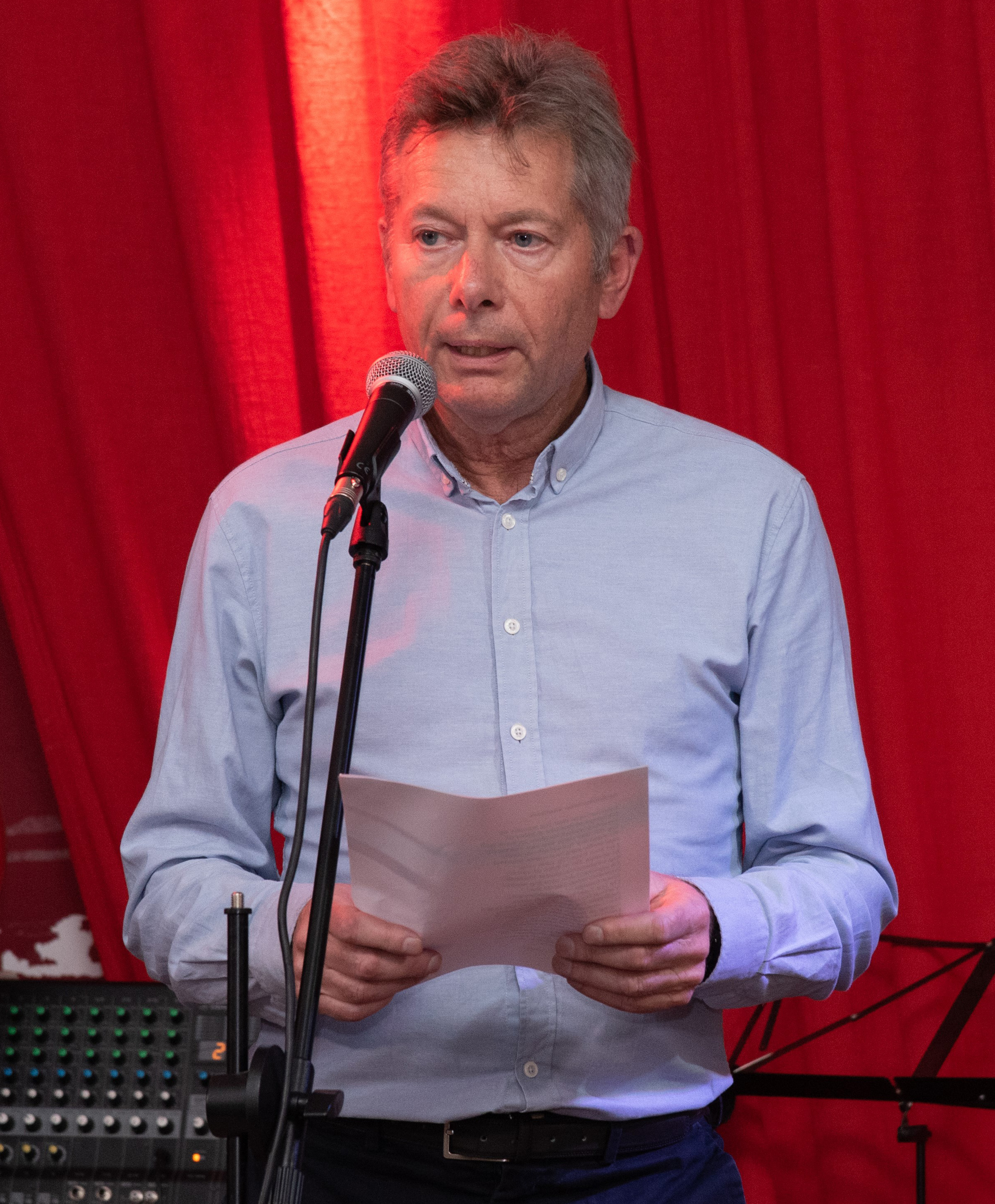
Jens Fink-Jensen auf dem Ideogramma International Literature Festival in Nikosia, Zypern am 27. November 2019

Jens Fink-Jensen (* 19. Dezember 1956 in Kopenhagen) ist dänischer Autor (bisher mit Akzent auf Lyrik), Fotograf, Synthesizerkomponist und Architekt.

## Leben
Seit 1981 sind in Dänemark zwölf Bücher (sieben Gedichtbände, eine Novellensammlung und drei Bilderbücher für Kinder und ein Reisebuch) erschienen.
Sein vierter Gedichtband, Nær afstanden, wurde 1999 in arabischer Übersetzung herausgegeben.
Jens Fink-Jensen tritt mit Multimedienshows auf. Dargeboten werden Vorlesung von Gedichten in Kombination mit eigenen Lichtbildern und begleitet von Synthesizerkompositionen und Saxofonarrangements.

## Fotografien
Er hat außerdem seine Fotografien unter den Themen Sydens Skibe (Schiffe des Südens) und Beijing Ansigt (Beijing Gesicht) ausgestellt. Durchgeführt werden auch die Gedicht/Fotoausstellung OrdBilleder (WortBilder) und die Hörlichtbild-Show Øje på verden - om bøgernes råstof (Auge auf die Welt - Über den Rohstoff der Bücher).

## Werke
- Verden i et øje, Gedichtband, 1981
- Sorgrejser, Gedichtband, 1982
- Dans under galgen, Gedichtband, 1983
- Bæsterne, Novellensammlung, 1986
- Nær afstanden, Gedichtband, 1988
- Jonas og konkylien (Jona und die Konchylie), Kinder-Bilderbuch, 1994 (von Mads Stage illustriert)
- Forvandlingshavet, (Das Verwandlungsmeer), Gedichtband, 1995
- Jonas og himmelteltet, Kinder-Bilderbuch, 1998 (von Mads Stage illustriert)
- Alt er en åbning, Gedichtband, 2002
- Syd for mit hjerte. 100 udvalgte kærlighedsdigte, Gedichtband, 2005
- Europas vestkyst – en fotorejse fra Skagen til Gibraltar, Reisebuch, 2008
- Jonas og engletræet, Kinder-Bilderbuch, 2010 (von Mads Stage illustriert)